# Piotr Kołodziejczyk
Piotr Franciszek Kołodziejczyk (* 8. Juni 1939 in Posen; † 2. September 2019) war ein polnischer Vizeadmiral und Politiker der Polnischen Vereinigten Arbeiterpartei (PZPR), der zwischen 1986 und 1989 Befehlshaber der Marine der Volksrepublik Polen sowie zwei Mal Verteidigungsminister war. Er gehörte 1989 bis 1991 dem sogenannten Vertragssejm an.

## Leben

### Marineoffizier
Kołodziejczyk, der in Poniec in der Woiwodschaft Großpolen aufwuchs, absolvierte von 1956 bis 1960 ein Studium an der Marineoffiziersschule (Oficerska Szkoła Marynarki Wojennej) in Gdynia und war nach seiner Beförderung zum Leutnant zur See als Navigator auf der ORP KT 183 tätig, einem Schnellboot der Komar-Klasse, das zur 3. Schnellbootbrigade in Gdynia gehörte. Im Anschluss diente er als Offizier auf den Schnellbooten ORP KT 83 sowie ORP KT 87, ehe er zuletzt Kommandant des Schnellbootes ORP KT 88 war.
Nach einer Ausbildung an der Marineakademie in Baku wurde er 1962 zum Projekt 205 abkommandiert, das den Bau von Flugkörperschnellbooten der Osa-Klasse betrieb. Danach war er Kommandant der Raketenartillerieabteilung des Flugkörperschnellbootes ORP Hel, ehe er stellvertretender Kommandant und schließlich Kommandant des Flugkörperschnellbootes ORP Elbląg war. Nachdem er 1973 ein Studium an der Seekriegsakademie N. G. Kusnezow in Leningrad absolviert hatte, war er zwischen 1973 und 1977 nacheinander Assistent des Abteilungsleiters, stellvertretender Abteilungsleiter sowie Geschäftsbereichsleiter in der Aufklärungsabteilung des Generalstabes im Marinehauptquartier Gdynia. Nach einer Verwendung als Kommandeur der Spezialeinheiten des Truppenkontingents in Syrien sowie danach Kommandant des polnischen Kontingents der United Nations Disengagement Observer Force (UNDOF) auf den Golanhöhen.
1980 wurde Kołodziejczyk, der zuvor auch ein Studium an der Militärakademie des Generalstabes der Sowjetischen Streitkräfte Kliment Jefremowitsch Woroschilow absolviert hatte, als Nachfolger von Kapitän zur See Marian Sucharzewski Kommodore der in Gdynia stationierten 3. Flottille Bolesław Romanowski und verblieb bis zu seiner Ablösung durch Kapitän zur See Bogusław Gruchała 1983 auf diesem Posten.

### Befehlshaber der Marine, Abgeordneter und Verteidigungsminister
1983 folgte Kapitän zur See Kołodziejczyk Konteradmiral Kazimierz Bossy als Chef des Stabes der Marine und bekleidete diese Funktion bis zu seiner Ablösung durch Konteradmiral Romuald Waga 1986. 1984 wurde er ebenfalls zum Konteradmiral befördert.
Als Nachfolger von Admiral Ludwik Janczyszyn wurde er am 13. Februar 1986 schließlich Befehlshaber der Marine und verblieb bis zu seiner erneuten Ablösung durch Konteradmiral Waga am 26. Dezember 1989 auf diesem Posten. 1989 wurde er zum Vizeadmiral befördert und fungierte zuletzt 1989 als Chef der Hauptverwaltung für Ausbildung der Streitkräfte.
Am 4. Juni 1989 wurde er als Vertreter der Polnischen Vereinigten Arbeiterpartei (PZPR) zum Abgeordneten des Sejm gewählt und gehörte diesem bis zum Ende der zehnten Legislaturperiode am 26. Oktober 1991 an.
Am 6. Juli 1990 wurde Kołodziejczyk von Ministerpräsident Tadeusz Mazowiecki zum Verteidigungsminister und somit zum Nachfolger von Armeegeneral Florian Siwicki ernannt. Er bekleidete dieses Ministeramt auch in der darauf folgenden Regierung von Ministerpräsident Jan Bielecki am 5. Dezember 1991. Sein am 23. Dezember 1991 von Ministerpräsident Jan Olszewski ernannter Nachfolger als Verteidigungsminister, Jan Parys, ordnete seine Entlassung aus dem aktiven Militärdienst an, was jedoch nicht mit Staatspräsident Lech Wałęsa abgesprochen war, der eigentlich die Ernennung Kołodziejczyks zum Generalinspektor der Streitkräfte vorgesehen hatte. Gleichzeitig entließ Parys ohne Abstimmung mit dem Staatspräsidenten auch den Chef des Militärischen Informationsdienstes WSI (Wojskowe Służby Informacyjne), Konteradmiral Czesław Wawrzyniak.
Ministerpräsident Waldemar Pawlak ernannte ihn als Nachfolger von Janusz Onyszkiewicz am 26. Oktober 1993 abermals zum Verteidigungsminister. Knapp ein Jahr später wurde er im November 1994 von Jerzy Milewski abgelöst, nachdem ihn Präsident Wałęsa wegen Meinungsverschiedenheiten mit Generaloberst Tadeusz Wilecki, dem Chef des Generalstabes, entlassen hatte. Vorausgegangen war ein Abendessen von Präsident Wałęsa und Generalstabschef Wilecki mit Offizieren des Generalstabes in Drawsko Pomorskie, bei dem es zu massiver Kritik an seiner Amtsführung als Verteidigungsminister gekommen war. Während seiner Amtszeit als Minister stand er dem Beitritt Polens zur NATO ablehnend gegenüber.
Kołodziejczyk, der als Mitglied der 1994 gegründeten Freiheitsunion UW (Unia Wolności) beitrat, kandidierte für diese 1998 erfolglos für ein Mandat im Rat der Woiwodschaft Pommern.

### Orden und Auszeichnungen
Während seiner langjährigen Laufbahn wurde Kołodziejczyk mehrfach mit in- und ausländischen Orden und Auszeichnungen geehrt. Zu den bedeutendsten Ehrungen gehören der Order Odrodzenia Polski, den er als Ritter und Großoffizier verliehen bekam. Darüber hinaus erhielt er unter anderem das Verdienstkreuz der Republik Polen in Gold.